# 半月蛇鳗
半月蛇鳗（学名：Ophichthus semilunatus）也称鰻仔、硬骨篡、篡仔、硬骨仔、土龍、頂蛇鰻，是蛇鳗科蛇鳗属的一种。模式标本采集自台湾宜兰县大溪漁港。

## 鉴别特征
模式标本雌性，全长（TL）500毫米。头长为全长的9.4%；尾长为全长的57.5%；吻部不尖，吻长为头长的19.0%；眼大，眼径为吻长的93.3%，头长的17.7%；背鳍起点位于胸鳍鳍端之后约3个胸鳍长度处；上颌齿3行；肛门前缘有一个半月形深色标记；眼上部感觉孔1+3，前鳃盖骨—下颌骨感觉孔（POM）6或者7+2；背鳍前脊椎29，臀鳍前脊椎64，总脊椎骨数176。